# Obedience

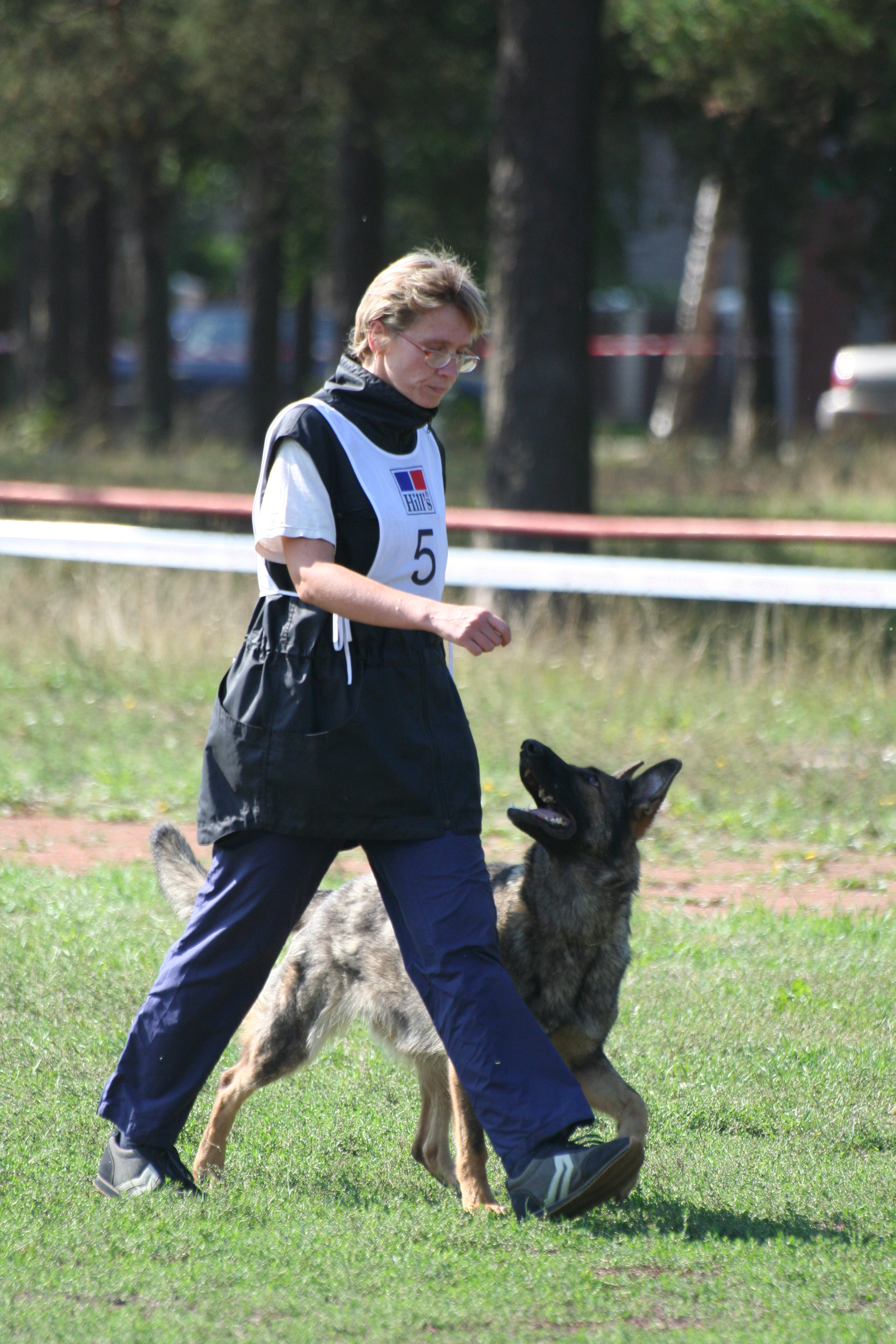
Hundeführerin mit Hund bei der Freifolge

Obedience [əˈbiːdɪəns] (engl. „Gehorsam“) ist eine Hundesportart, bei der es besonders auf harmonische, schnelle und exakte Ausführung der Übungen ankommt. Obedience wird auch als „Hohe Schule“ der Unterordnung bezeichnet. Ein eingespieltes Mensch-Hund-Team ist eine Grundvoraussetzung. Bei Obedience-Prüfungen geht es nicht allein um den Gehorsam des Hundes. Es spielt auch seine Sozialverträglichkeit mit anderen Menschen und Hunden eine große Rolle. Wie Agility hat diese Hundesportart ihren Ursprung in England.

## Beschreibung der Sportart
Bei offenen Obedience-Wettbewerben kann jeder ohne Berücksichtigung der Größe, Rasse oder Abstammung des Hundes teilnehmen. Im Gegensatz zu vielen anderen Hundesportarten ist Obedience auch behinderten Menschen und Hunden zugänglich. Es gibt beispielsweise Rollstuhlfahrer, die diesen Hundesport betreiben. Beim Hundeführer wird keine außergewöhnliche Sportlichkeit vorausgesetzt.
Ein großer Unterschied zu anderen Hundesportarten besteht darin, dass der Hundeführer von einem Ringsteward, in der Schweiz Wettkampfleiter genannt, durch die Prüfung geführt wird. Der Ringsteward gibt dem Hundeführer genaue Anweisungen, was als Nächstes zu tun ist. Solche Anweisungen sind nötig, da es beim Obedience kein festgelegtes Schema für Prüfungen gibt. Die Führung durch den Steward ist einerseits ein Vorteil für nervöse Hundeführer, andererseits muss der Hundeführer seine Hör- bzw. Sichtzeichen sofort nach der Freigabe durch den Steward geben, was durchaus als zusätzliche Schwierigkeit anzusehen ist. Der Steward legt gemeinsam mit dem Leistungsrichter das Laufschema für die Freifolge sowie den gesamten Ablauf der Prüfung fest. Das bedeutet, dass der Hundeführer erst während der Prüfung erfährt, welche Übungen wie zu absolvieren sind.
Wie auch andere Hundesportarten stammt Obedience aus Großbritannien. Zuerst war Obedience nur ein Bestandteil der sogenannten „working trials“ (eine Art Vielseitigkeitsprüfung, 1919 vom britischen Zuchtverein für Deutsche Schäferhunde eingeführt), aber bereits wenige Jahre später gab es die Möglichkeit, sich auf solchen Trials in reinen Obedienceklassen einzuschreiben. Zu einer anerkannten Sportart wurde es erst um 1951, als auf der britischen Hundeshow Crufts Obedience erstmals vor einem großen Publikum vorgestellt wurde. In Deutschland wurde die erste, inzwischen überarbeitete Prüfungsordnung am 1. Juli 2002 nach einem eineinhalbjährigen Pilotprojekt veröffentlicht.

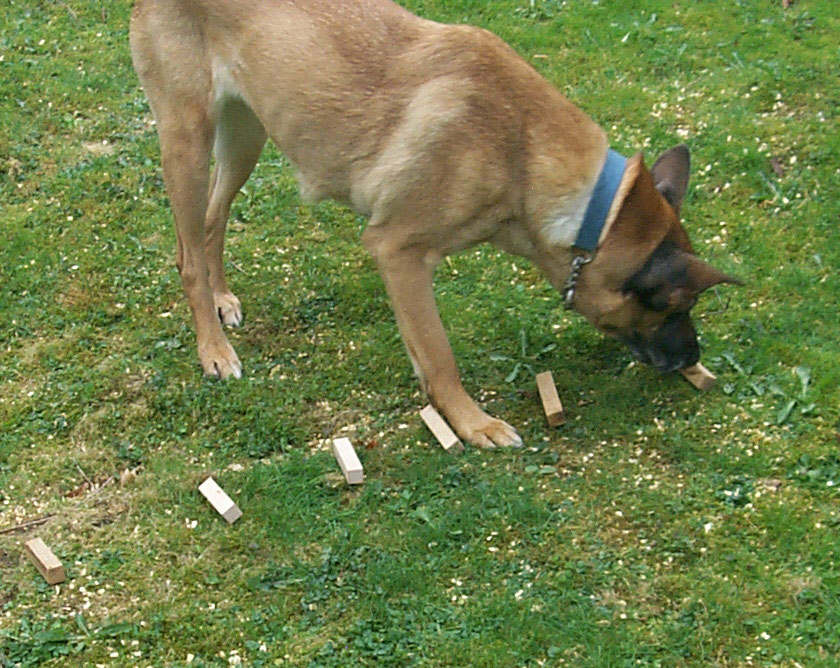
Geruchhölzer, eines der Hölzer trägt den Geruch des Hundeführers

In vielen Übungen ähnelt Obedience dem Gehorsamsteil der Rettungshunde- und Schutzhundprüfungen (in Großbritannien ist Obedience ein Ersatz für den Schutzhundesport). Zum Beispiel ähneln sich das „Bei-Fuß“-Gehen mit und ohne Leine, das „Sitz“, das „Platz“ sowie das „Steh“ aus der Bewegung, die „Bleib“-Übungen mit und ohne Sichtkontakt, das Abrufen, das Vorausschicken, das Apportieren und die Geruchsidentifikation aus mehreren Hölzern. Die Distanzkontrolle ist ebenfalls ein Bestandteil der Prüfung, bei der der Hund in einem großen Abstand zu seinem Besitzer eine Reihe von Positionswechseln („Sitz“, „Platz“, „Steh“) ausführen soll, ohne sich dabei von der Stelle zu bewegen. Im Gegensatz zum Schutzhundesport ist die Ausführung der Kommandos präziser und eleganter. Auf dem Prüfungsgelände geht es sehr viel leiser zu, es wird „weicher“ geführt und das Niveau ist, aus Sicht der Unterordnung, um einiges höher.
Obedience hat sich in Großbritannien durchsetzen können, weil dort die Ausbildung zum Schutzhund für den Laien verboten ist. Obedience ist aber auch mehr als ein gleichwertiger Ersatz für den Gehorsamsteil des Schutzhundesports.
Bei Obedience muss das Mensch-Hund-Team die Übungen nicht einfach nur ausführen können, sondern es muss auch noch gut aussehen. Diese Harmonie erreicht man nur, wenn der Hund seinem Menschen vertraut und Spaß an der gemeinsamen Arbeit hat. In den Klassen Beginner, 1 und 2 wird der „Umgang Mensch-Hund“ als eigene Übung gewertet, bei der es auf die freudige Arbeit des Hunds sowie die gute Verständigung zwischen Hund und Hundeführer ankommt. In Klasse 3 gibt es keine derartige Übung; stattdessen geht die Form der Ausführung einzelner Übungen direkt in deren Wertung ein.

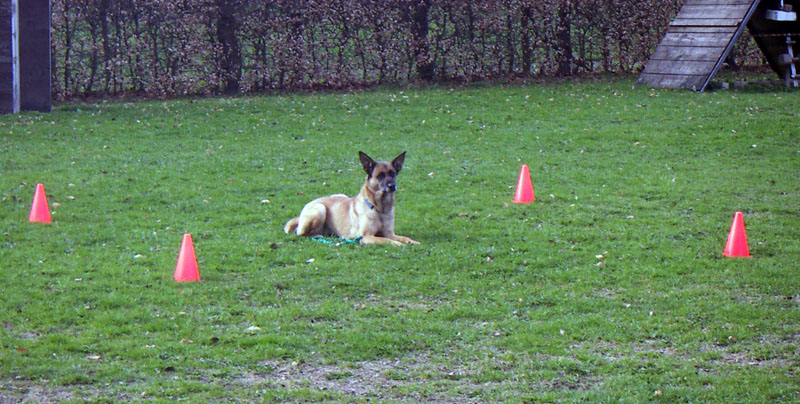
Prüfungsteil: die Box
Voraussenden in ein Viereck mit Hinlegen

Obedience ist vom Grundsatz her für jeden Hund geeignet, unabhängig von Alter und Größe, da die Richter bei der Bewertung auf die Besonderheiten des Hundes und der Rasse Rücksicht nehmen. Zu den meist bekannten Gehorsamsübungen aus der Begleithundeprüfung, wie zum Beispiel „Fuß“ laufen, „Sitz“ aus der Bewegung und „Platz“ mit Abrufen, kommen beim Obedience noch einige weitere Übungen, wie beispielsweise
- Apportieren,
- Eigenidentifikation (Geruchsunterscheidung an Gegenständen),
- Positionswechsel auf Distanz (Wechsel zwischen Sitz, Platz, Steh),
- Vorausschicken in eine Box (Quadrat aus 4 Pylonen),
- Wesensfestigkeit, vor allem gegenüber anderen Hunden,
- Ablage (alle Hunde werden gleichzeitig, oder in den höheren Klassen einzeln, abgelegt),

hinzu.

## Prüfungen

### Allgemeines
Es gibt verschiedene Prüfungsordnungen für Obedience. Im deutschsprachigen Raum sind das die Internationale Prüfungsordnung der Fédération Cynologique Internationale (FCI) sowie die Prüfungsordnungen der jeweiligen Mitgliedsländer für die Klassen unterhalb der internationalen Klasse. Die Prüfungsordnung des Verbands für das Deutsche Hundewesen (VDH) sieht vier Klassen mit jeweils steigenden Anforderungen vor: Beginnerklasse nach Deutschem Reglement, Klasse 1, Klasse 2 und Klasse 3 werden nach dem FCI-Reglement geprüft. In der Schweiz werden Obedience-Wettkämpfe in den Leistungsklassen Beginners nach Schweizer-Reglement, Klasse 1, Klasse 2 und Klasse 3 werden nach dem FCI-Reglement geprüft. In Österreich heißen die Prüfungen Gehorsamsprüfung (GH), und es gibt sie als GH-1, GH-2 und GH-3, aber auch Österreich richtet die Klassen 1–3 nach dem FCI-Reglement.
Seit 2016 wird nur noch in einer nationalen Beginners-Klasse (jedes Land hat ein eigenes Reglement) und dann die Klassen 1 bis 3 nach dem FCI-Reglement durchgeführt.
Ab 2021 wird ein neues FCI-Reglement in Kraft treten, es ist zum jetzigen Zeitpunkt noch nicht veröffentlicht – Dezember 2019.
Für die Teilnahme an den Obedienceprüfungen sind verschiedene Voraussetzungen zu erfüllen. „Um an einer internationalen Obedience-Klasse oder an einer Europa- oder Weltmeisterschaft teilnehmen zu können, muss der Hund mindestens 15 Monate alt und in einem von der FCI anerkannten Zuchtbuch registriert sein“ oder in dessen Anhangregister eingetragen sein. Welche nationalen Prüfungen Zulassungsvoraussetzung für internationale Prüfungen sind, regeln die FCI-Mitgliedsländer separat.
Entsprechend der Prüfungsordnung des VDH muss der Hund für die Teilnahme in der Beginnerklasse oder in Klasse 1 mindestens 15 Monate alt sein. Bei Klasse 2 muss der Hund 16 Monate und bei der Klasse 3 17 Monate alt sein. Vor der ersten Obedienceprüfung muss die Begleithundprüfung abgelegt werden. Die Teilnahme an Prüfungen der nächsthöheren Klasse ist möglich, wenn in einer Klasse die Wertung vorzüglich erreicht wurde. Damit eine Prüfung durchgeführt werden kann, müssen mindestens 8 Teams teilnehmen. Die Qualifizierungsbedingungen im VDH führen dazu, dass Hunde 17 Monate alt sein müssen, um in der internationalen Klasse bei Prüfungen starten zu können, denn sie müssen vorher die Klasse 3 erfolgreich absolviert haben.
Ab 1. Januar 2016 ist ein neues FCI-Reglement für die Klassen OB1, OB2, OB3 gültig.

### Bewertung
Die Bewertung der Übungen erfolgt durch den Leistungsrichter auf der Basis der Prüfungsordnung und des Leistungsrichterleitfadens.
In der Internationalen Prüfungsordnung sind Punktwertungen für die einzelnen Übungen der Prüfung vorgesehen. Der Richter vergibt dabei für eine perfekte Vorführung 10 Punkte. In Abstufungen von jeweils einem halben Punkt sind dann Wertungen bis 5 Punkte möglich. Eine nicht bestandene Übung wird mit Null Punkten bewertet.
Die Übungen sind für die Gesamtbewertung der Prüfung unterschiedlich wichtig, was durch Koeffizienten ausgedrückt wird. Die vom Richter vergebene Punktzahl wird mit dem Koeffizienten der jeweiligen Übung multipliziert, um die Punktzahl für die Gesamtwertung zu ermitteln. Auf diese Weise können in der internationalen Klasse für die Prüfung 320 Punkte erreicht werden. Auf der Basis der erreichten Punktzahlen erfolgt die Bewertung:
- Vorzüglich (v): 320–256 Punkte
- Sehr gut (sg): 224 – unter 256 Punkte
- gut (g): 192 – unter 224 Punkte

Die Prüfungsordnung des VDH sieht für die anderen Leistungsklassen ein analoges Bewertungssystem vor. Die Koeffizienten der einzelnen Übungen ändern sich je nach Prüfungsklasse. Bei der Bewertung einzelner Übungen orientiert sich der Richter an folgendem Punkteschema:
- Vorzüglich 8–10
- Sehr gut 7–7,5
- Gut 6–6,5
- Mangelhaft 5–5,5

Der Leistungsrichterleitfaden sieht für bestimmte Mängel in der Übung vor, wie viele Punkte bei der Bewertung abzuziehen sind. Insgesamt bewertet der Richter eine Übung so, dass sie die Ausführung der Übung widerspiegelt. Für das Bestehen der Prüfung muss mindestens ein gutes Ergebnis erreicht werden.

### Die Beginner-Klasse nach dem Reglement des VDH
In der Beginner-Klasse werden elf verschiedene Elemente geprüft. Dabei gliedert sich jede Prüfung in die Gruppenarbeit und die Einzelübungen. In der Gruppenarbeit der Beginner-Klasse liegt der Bewertungsschwerpunkt beim Sozialverhalten des Hundes. Sie enthält die Übungen Verhalten gegenüber anderen Hunden, Stehen und Betasten und Ablegen in der Gruppe. Bei der Gruppenarbeit befinden sich alle startenden Teams der Gruppe (mindestens drei Mensch-Hund-Teams) gleichzeitig auf dem Prüfungsgelände und absolvieren die Übungen gemeinsam.
Die einzelnen Übungen beginnen und enden in der Grundstellung. Dabei sitzt der Hund dicht an der linken Seite des Hundeführers und hat Blickkontakt zu diesem. Die Schulter des Hunds befindet sich auf Kniehöhe des Hundeführers, die Körperachsen von Hund und Hundeführer sind exakt parallel ausgerichtet (der Hund sitzt „gerade“ nach vorn).
Als Erstes wird das Verhalten gegenüber anderen Hunden geprüft. Hierbei stehen alle Mensch-Hund-Teams in einer Reihe. Die Teams gehen der Reihe nach vor und hinter den anderen Teams, in einem maximalen Abstand von einem Meter, entlang. Die Hunde sollen sich hierbei freundlich oder gleichgültig, aber keinesfalls aggressiv verhalten. Wenn ein Hund bei dieser Übung durch negativ zu bewertendes Verhalten auffällt, so ist dieses Team von der Prüfung auszuschließen.
Als nächster Prüfungsteil folgt das Stehen und Betasten. Zu Beginn tritt der Hundeführer nach Aufforderung des Ringstewards mit seinem Hund aus der Gruppe heraus. Der Hundeführer entscheidet hierbei selbst, ob er diesen Prüfungsteil mit oder ohne Leine absolvieren möchte. Das Team stellt sich in die Grundstellung. Der Hund wird nach der Anweisung des Stewards in das Steh gebracht. Danach begibt sich der Hundeführer schräg neben seinen Hund. Wenn der Hund angeleint bleibt, muss die Leine locker durchhängen. Der Hund darf durch den Hundeführer beruhigt werden, es dürfen jedoch keine Kommandos wie zum Beispiel „bleib“ gegeben werden. Der Hund muss sich nun vom Steward von allen Seiten betasten lassen und dabei ruhig stehen bleiben. Danach begibt sich der Hundeführer wieder zurück zu seinem Hund und nimmt diesen wieder in die Grundstellung über. Bewertungsschwerpunkt auch bei dieser Übung bildet das Verhalten des Hundes. Hilfen des Hundeführers für den Hund führen zu Punktabzügen.
Im Anschluss folgt das Ablegen in der Gruppe. Bei diesem Teil stehen alle Prüfungsteilnehmer in einer Reihe in einem Abstand von etwa 3 Metern zueinander. Die Hunde werden abgeleint und danach der Reihe nach in die Position „Platz“ gebracht. Die Hundeführer entfernen sich etwa 20 Meter von ihren Hunden und drehen sich dann zu ihnen. Diese Position soll 2 Minuten beibehalten werden. Der Hund darf sich dabei nicht aufrichten oder seine Position verändern. Er darf maximal seine eigene Körperlänge nach vorn kriechen, um die Übung noch zu bestehen. Auf Anweisung des Stewards gehen nach Ablauf der Zeit alle Hundeführer gleichzeitig wieder zu ihren Hunden zurück, wobei diese im Platz bleiben. Nacheinander und auf Stewardanweisung erfolgt dann das Aufstehen der Hunde in die Grundstellung. Die Kommandos müssen durch die Hundeführer so gegeben werden, dass andere Hunde nicht gestört werden. Der Hund muss lernen, nur die Kommandos des eigenen Hundeführers zu befolgen. Der Leistungsrichter achtet hier darauf, dass die Hunde ihre Position nicht verändern und keine Zusatzkommandos gegeben werden.
Die erste Einzelübung ist dann die Freifolge. Beim Führen im Fuß geht der Hund so, dass er dicht an der linken Seite des Hundführers läuft. Der Hund soll dem Hundeführer so folgen, dass er diesen beim Laufen nicht behindert. Die Schulter des Hunds befindet sich auf Kniehöhe des Hundeführers, wobei der Hund Blickkontakt zum Hundeführer hält. Der Steward gibt in einer beliebigen vorher festgelegten Reihenfolge die Anweisungen „Vorwärts“, „Rechtswendung“, „Linkswendung“, „rechts umkehren“, „links umkehren“ und „Halt“. Die Rechts- beziehungsweise Linkswendung müssen in einem Winkel von 90 Grad gezeigt werden. Das Halt soll unerwartet und ohne Kommando ausgeführt werden.
Bei der Übung Sitz aus der Bewegung läuft der Hundeführer mit seinem nicht angeleinten Hund aus der Grundstellung los. Nach etwa 10 Metern gibt der Hundeführer dem Hund das Kommando Sitz, das dieser schnell ausführen soll. Der Hundeführer darf seine Gangart nicht unterbrechen und sich nicht umdrehen. Nach weiteren 10 Metern bleibt der Hundeführer stehen und dreht sich zu seinem Hund. Der Hundeführer kehrt nach Anweisung des Stewards zu seinem Hund an die rechte Seite zurück und leint diesen wieder an. Zu Punktabzug bei dieser Übung kann es kommen, wenn der Hund nicht gerade sitzt, der Hundeführer Hilfen zum Setzen gibt oder der Hund ihm noch nachgeht. Bei einer falschen Position des Hundes (kein Sitz) ist die Übung nicht bestanden.
Bei der Übung Voraussenden in ein Quadrat wird der Hund in ein 10 Meter entferntes abgegrenztes 3 × 3 Meter großes Quadrat geschickt. Es besteht aus Pylonen an den Ecken und einem Band oder einer Markierung auf dem Boden als Abgrenzung. Der Hund muss im Quadrat mit einem Kommando in liegende Position gebracht werden, bevor der Hundeführer sich zum Hund begibt und mit diesem die Grundstellung einnimmt. Der Hundeführer entfernt sich danach etwa 20 bis 25 Meter von seinem Hund zu einem vorgegebenen Punkt. Dort dreht sich der Hundeführer zu seinem Hund und ruft diesen. Der Hund muss schnell und geradlinig kommen und vor oder neben dem Hundeführer sitzen. Wenn der Hund vor dem Kommando des Hundeführers oder erst nach mehrmaligem Auffordern kommt, werden Punkte abgezogen.
Die achte Übung ist der Apport auf ebener Erde, wobei der Hundeführer sich 5 Meter vom Hund entfernt und auf dieser Strecke den zu apportierenden Gegenstand ablegt. Der Hund darf erst nach dem Kommando den Gegenstand apportieren. Dabei soll der Hund nicht an dem Gegenstand kauen oder mehrfach nachfassen. Beim Ausgeben gibt es zwei Varianten:

Variante 1: Der Hund muss sich mit dem Gegenstand vor den Hundeführer setzen und muss den Gegenstand weiter festhalten. Der Hund lässt den Gegenstand erst auf Kommando los und begibt sich nach einem weiteren Kommando zurück in die Grundstellung.

Variante 2: Der Hund begibt sich sofort in die Grundstellung und muss den Gegenstand weiter festhalten und gibt diesen auf Kommando aus.

Der Hund darf den Gegenstand nicht fallen lassen und sollte keine Zusatzkommandos bekommen.
Bei der letzten Übung, der Kontrolle auf Distanz, bringt der Hundeführer seinen Hund zunächst in eine liegende Position und entfernt sich dann etwa 5 Meter von diesem. Nach einem über eine Anzeige vom Steward gegebene Anweisung bringt er den Hund unter Nutzung von Hör- und Handzeichen zunächst in eine sitzende und nach erneuter Anweisung dann wieder in die liegende Position. Der Steward gibt seine Anweisungen unabhängig von der Aktion des Mensch-Hund-Teams, das er während dieser Übung nicht beobachten kann.
Abschließend wird das Verhältnis zwischen Mensch und Hund bewertet. Der Leistungsrichter beurteilt hier zum Beispiel, ob der Hund das Programm freudig absolviert hat. Dies wird während der gesamten Prüfung beobachtet.
In Kurzform ergibt sich für die Beginner-Klasse folgendes Programm:
1. Verhalten gegenüber anderen Hunden
2. Stehen und Betasten
3. 2 Minuten Liegen mit Sichtkontakt
4. Freifolge
5. Sitz und Platz aus der Bewegung
6. Voraussenden in ein Quadrat
7. Abrufen
8. Apport auf ebener Erde
9. Kontrolle auf Distanz (5 m Abstand, 2 Wechsel)
10. Um ein Pylon schicken
11. Gesamteindruck

### Klasse 1
1. 1 Minuten Sitzen in Sicht
2. Freifolge
3. Steh aus der Bewegung
4. Abrufen
5. Sitz oder Platz aus der Bewegung
6. Voraussenden in ein Quadrat (15 m Entfernung)
7. Apport auf ebener Erde (Holz)
8. Kontrolle auf Distanz (5 m Abstand, 4 Wechsel)
9. Rücksprung über die Hürde
10. Um einen Pylon schicken
11. Gesamteindruck

### Klasse 2
1. 2 Minute Liegen außer Sicht
2. Freifolge
3. Steh und/oder Sitz und/oder Platz aus der Bewegung
4. Abrufen mit Steh
5. Voraussenden in ein Quadrat mit Platz und Abrufen (23 m Entfernung)
6. Apportieren mit Richtungsanweisung
7. Geruchsunterscheidung aus 6 Gegenständen
8. Kontrolle auf Distanz (10 m Abstand, 6 Wechsel, 3 Positionen)
9. Metallapport über eine Hürde
10. Gesamteindruck

### Klasse 3
1. 2 Minuten Sitzen außer Sicht
2. 1 Minuten Liegen in Sicht mit Abrufen
3. Freifolge
4. Steh und/oder Sitz und/oder Platz aus der Bewegung
5. Abrufen mit Steh und/oder Platz und/oder Sitz
6. Voranschicken mit Richtungsanweisung, Ablegen und Abrufen
7. Apportieren mit Richtungsanweisung
8. Um einen Pylon senden mit Sitz, Platz oder Steh, und Holzapport über eine Hürde
9. Identifizieren (Geruchskontrolle) aus 6 Gegenständen
10. Distanzkontrolle (15 m Abstand, 6 Wechsel)